# Parti vert d'Aotearoa Nouvelle-Zélande
Le Parti vert d'Aotearoa Nouvelle-Zélande (en anglais : Green Party of Aotearoa New Zealand et en maori de Nouvelle-Zélande : Rōpū Kākāriki o Aotearoa) est un parti politique écologiste de gauche en Nouvelle-Zélande.
Depuis 2024, la co-direction est assurée par Marama Davidson et Chlöe Swarbrick.
À la suite des élections législatives de septembre 2017, au cours desquelles il obtient 6,3 % des voix et huit sièges au Parlement, le Parti vert entre au gouvernement pour la première fois de son histoire, dans le cadre d'un accord avec le Parti travailliste de la nouvelle Première ministre Jacinda Ardern et le parti Nouvelle-Zélande d'abord. Il obtient trois ministères, en dehors du cabinet afin de ne pas être contraint par le principe de solidarité ministérielle : James Shaw est nommé ministre du Changement climatique, Julie Anne Genter ministre des Femmes, et Eugenie Sage ministre du Patrimoine,.

## Résultats électoraux

### Élections parlementaires
| Année | Votes                | Votes                | Sièges   | Gouvernement               |
| Année | Voix                 | %                    | Sièges   | Gouvernement               |
| ----- | -------------------- | -------------------- | -------- | -------------------------- |
| 1990  | 124 915              | 6,85                 | 0 / 97   | Opposition                 |
| 1993  | Membre de l'Alliance | Membre de l'Alliance | 0 / 99   | Opposition                 |
| 1996  | Membre de l'Alliance | Membre de l'Alliance | 3 / 120  | Opposition                 |
| 1999  | 106 560              | 5,16                 | 7 / 120  | Soutien sans participation |
| 2002  | 142 250              | 7,00                 | 9 / 120  | Opposition                 |
| 2005  | 120 521              | 5,07                 | 6 / 121  | Opposition                 |
| 2008  | 157 613              | 6,72                 | 9 / 122  | Opposition                 |
| 2011  | 247 372              | 11,1                 | 14 / 121 | Opposition                 |
| 2014  | 257 356              | 10,7                 | 14 / 121 | Opposition                 |
| 2017  | 162 443              | 6,3                  | 8 / 120  | Ardern-Hipkins             |
| 2020  | 180 224              | 7,57                 | 10 / 120 | Ardern-Hipkins             |
| 2023  | 330 883              | 11,60                | 15 / 123 | Opposition                 |

## Élus et responsables du parti

### Coleaders
Le Parti vert de Nouvelle-Zélande a toujours deux coleaders, une femme et un homme.

#### Coleaders féminines
- Jeanette Fitzsimons (1995-2009)
- Metiria Turei (2009-2017)
- Marama Davidson (depuis 2018)[5]

#### Coleaders masculins
- Rod Donald (1995-2005)
- Russel Norman (2006-2015)
- James Shaw (depuis 2015)

### Membres du Parlement[6]

#### Actuels
- Gareth Hughes (depuis 2010)
- Eugenie Sage (depuis 2011)
- Jan Logie (depuis 2011)
- Julie Anne Genter (depuis 2011)
- James Shaw (depuis 2014)
- Marama Davidson (depuis 2015)
- Golriz Ghahraman (depuis 2017)
- Chlöe Swarbrick (depuis 2017)

#### Anciens
- Jeanette Fitzsimons (1996-2010)
- Rod Donald (1996-2005)
- Phillida Bunkle (1996-1997, est restée au sein de l'Alliance lorsque les Verts quittèrent cette coalition)
- Nándor Tánczos (1999-2008)
- Ian Ewen-Street (1999-2005)
- Mike Ward (2002-2005)
- Sue Bradford (1999-2009)
- Sue Kedgley (1999-2011)
- Keith Locke (1999-2011)
- Metiria Turei (2002-2017)
- Russel Norman (2008-2015)
- Kevin Hague (2008-2016)
- Catherine Delahunty (2008-2017)
- Kennedy Graham (2008-2017)
- David Clendon (2009-2017)
- Holly Walker (2011-2014)
- Mojo Mathers (2011-2017)
- Steffan Browning (2011-2017)
- Denise Roche (2011-2017)